# Haquinus Wisingh
Haquinus Wisingh, född 24 februari 1664 i Sjösås församling, Kronobergs län, död 13 november 1715 i Visingsö församling, Jönköpings län, var en svensk präst.

## Biografi
Haquinus Wisingh föddes 1664 i Sjösås församling. Han var son till kyrkoherden Andreas Wisingh och Christina Humble.Wisingh blev student vid Växjö trivialskola 1671 och vid Kungliga Akademien i Åbo 1682. Han disputerade 1685 (de theoria solis, pres. P. Hahn) och 1687 (de moribus tyrannorum, samma preses). Wisingh avlade magisterexamen 1688 och blev gymnasieadjunkt i Växjö 1690. År 1693 blev han filosofie lektor på Braheskolan och prästvigdes 26 juli samma år. Wisingh blev teologie lektor vid skolan 1713, samt kyrkoherde i Visingsö församling. Han blev 1713 kontraktsprost i Vista kontrakt. Han avled 1715 i Visingsö församling.

### Familj
Wisingh gifte sig första gången med Maria krok (död 1702). Hon var dotter till kyrkoherden Israel Krok i Tolgs församling. De fick tillsammans kyrkoherden Israel Wisingh i Sjösås församling, Anna (född 1696) och Anders (1699–1700). Wisingh gifte sig andra gången 3 januari 1704 med Annika Kiellebeck. De fick tillsammans barnen Christina Maria (1705–1705), Elisabet Catharina (född 1709) som var gift med komministern Israel Ulnerus i Gränna och Petrus (1715–1740). Efter Wisinghs död gifte Kiellebeck om sig med sjötullinspektoren Haqvin Mollerus i Umeå.